# 上海市宝山区殡仪馆
上海市宝山区殡仪馆是位於中華人民共和國上海市寶山區楊行鎮宝安公路的一個殯儀館，成立於1965年3月。1999年10月被評為国家二级殡仪馆。內有焚尸爐。